# André Moreira Neles
André Moreira Neles (Patrocínio, Minas Gerais; 4 de enero de 1978-Uberlandia, Minas Gerais, 6 de febrero de 2020), comúnmente conocido como André Neles, fue un futbolista brasileño nacionalizado ecuatoguineano que jugaba como delantero.

## Selección nacional
Fue internacional con la selección de fútbol de Guinea Ecuatorial por primera vez el 25 de marzo de 2007 contra Ruanda, en un partido correspondiente al Grupo 5 de la Clasificación para la Copa Africana de Naciones de 2008. Él llegaba por primera vez a Malabo usando la dorsal 9 que dejó Rodolfo Bodipo, quien estaba ausente por lesión. En ese partido anotó el primero de los tres goles con los que su selección venció por 3–1.
Luego, en junio de 2008, volvió y fue titular ante Sierra Leona, en Malabo, pero ahora para la clasificación de CAF para la Copa Mundial de Fútbol de 2010, nuevamente para contrarrestar la ausencia de Bodipo, y usando su 9. Antes de esta última convocatoria, André Neles había salido de su entonces equipo —Grêmio Barueri (hoy Grêmio Prudente)— sin avisar, generando malestar en los directivos (el club no sabía de su naturalización).

## Clubes
| Club                       | País           | Año       |
| -------------------------- | -------------- | --------- |
| Atlético Mineiro           | Brasil         | 1998-2000 |
| → Anápolis (préstamo)      | Brasil         | 1998      |
| → Uberlândia (préstamo)    | Brasil         | 1999      |
| → Villa Nova (préstamo)    | Brasil         | 1999      |
| SL Benfica                 | Portugal       | 2001-2003 |
| → CS Marítimo (préstamo)   | Portugal       | 2001      |
| → Vitória (préstamo)       | Brasil         | 2002      |
| → Internacional (préstamo) | Brasil         | 2003      |
| Palmeiras                  | Brasil         | 2003      |
| CS Marítimo                | Portugal       | 2003-2004 |
| Atlético Mineiro           | Brasil         | 2004      |
| Figueirense                | Brasil         | 2004      |
| Fortaleza                  | Brasil         | 2005-2008 |
| → Al-Ettifaq (préstamo)    | Arabia Saudita | 2006-2007 |
| → Ipatinga (préstamo)      | Brasil         | 2007-2008 |
| Grêmio Barueri             | Brasil         | 2008-2009 |
| → Botafogo-SP (préstamo)   | Brasil         | 2009      |
| → Ceará (préstamo)         | Brasil         | 2009      |
| Botafogo-SP                | Brasil         | 2010-2011 |
| → Oeste (préstamo)         | Brasil         | 2010      |
| → Icasa (préstamo)         | Brasil         | 2010      |
| América-RN                 | Brasil         | 2011      |
| Marcílio Dias              | Brasil         | 2012      |
| Uberlândia                 | Brasil         | 2012      |

## Palmarés

### Campeonatos nacionales
| Título                                    | Club           | País   | Año  |
| ----------------------------------------- | -------------- | ------ | ---- |
| Campeonato Baiano                         | Vitória        | Brasil | 2002 |
| Campeonato Cearense                       | Fortaleza      | Brasil | 2005 |
| Campeonato Paulista (Torneo del Interior) | Grêmio Barueri | Brasil | 2008 |
| Campeonato Paulista (Torneo del Interior) | Botafogo-SP    | Brasil | 2010 |

## Vida personal
En 2008, André Neles confesó que en su paso por Palmeiras, en 2003, probó drogas. A partir de entonces, André Neles se sostuvo en la fe evangelista para salir adelante. En esta incursión religiosa grabó un disco de música gospel, interpretada por él mismo.[cita requerida]

## Muerte
André Neles murió el 6 de febrero de 2020, a los 42 años, tras sufrir un infarto en Uberlândia, ciudad en la que vivió.